# SN 2005kv
SN 2005kv – supernowa typu Ia odkryta 19 listopada 2005 roku w galaktyce A083411+0616. W momencie odkrycia miała maksymalną jasność 19,20m.